# Aulandra longifolia
Aulandra longifolia là một loài thực vật có hoa trong họ Hồng xiêm. Loài này được Herman Johannes Lam mô tả khoa học đầu tiên năm 1927.

## Mẫu định danh
Mẫu định danh là Amdjah 238, lưu giữ tại Naturalis, Leiden, Hà Lan (L). Mẫu syntype lưu giữ tại Trung tâm Nghiên cứu Sinh học Indonesia ở Cibinong (BO).

## Phân bố
Loài này được tìm thấy trên đảo Borneo, phân bố rộng trong khu vực thuộc cả Brunei, Indonesia và Malaysia. Môi trường sống là các rừng khộp (Dipterocarpaceae) hỗn hợp, ở cao độ tới 1.000 m.

## Mô tả
Cây gỗ cao tới 12 m. Cành con mập mạp, đường kính 7–12 mm, nhẵn nhụi ngoại trừ phần ngọn nhiều lông măng nhỏ sớm trở thành nhẵn nhụi. Các lá kèm hình mác, 2-3 × 1-1,5 mm, nhọn, có lông măng nhỏ màu gỉ sắt ở mặt ngoài, nhẵn nhụi ở mặt trong, sớm tàn. Các lá mọc so le hay chụm lại ở đầu các cành con, hình mác ngược, 32-97 × 7,2–28 cm, nhọn thon tù ở đỉnh, phần nhọn dài đến 2,4 cm, đáy hình nêm hẹp, men xuống dọc theo mặt trên của cuống lá; gần dạng da, nhẵn ở cả hai mặt hoặc thưa lông lụa màu gỉ sắt ở mặt dưới của gân giữa, gân thứ cấp 22-36 đôi, thẳng nhưng cong ở đỉnh và thu nhỏ dần cho đến khi không thấy rõ, xiên hướng lên tạo thành góc 60° -70° so với gân giữa, có rãnh hoặc hơi nổi ở mặt trên, nổi rõ ở mặt dưới, gân tam cấp thanh mảnh. Cuống lá dài 2-5,5 cm, phẳng ở trên, có mào ở dưới, hơi nhăn nheo ở mặt dưới của phần đáy, nhẵn nhụi. Cụm hoa mọc trên thân, hoa ở đỉnh của các chồi ngắn có chiều dài tới 3 cm phân nhánh và được bao phủ bởi các sẹo của lá bắc, lá bắc hình trứng hoặc hình tam giác, tới 1,5 × 1,5 mm, tù, có lông măng màu gỉ sắt ở mặt ngoài, nhẵn nhụi ở mặt trong. Hoa màu trắng, cuống hoa góc cạnh, dài 4–8 mm, có lông măng màu gỉ sắt. Lá đài hình trứng-hình mác, 2-6 × 2-3,5 mm, tù, có lông măng màu gỉ sắt ở mặt ngoài, nhẵn nhụi ở mặt trong, các lá đài bên trong lớn hơn, có mào ở mặt ngoài, thuôn tròn hơn ở đỉnh so với các lá đài bên ngoài, có lông ở rìa và các mép dạng màng và nhẵn nhụi ở ngoài. Tràng hoa dài 6-8,5 mm, nhẵn nhụi, các thùy hình trứng ngược hoặc hình thìa, 5-6,5 × 2,5–4 mm, tù hoặc cắt cụt ở đỉnh. Nhị 18, ống nhị dài 2,5-3,5 mm, nhẵn nhụi, phần đỉnh của chỉ nhị rời, bao phấn hình mác, dài ~3 mm, nhọn thon nhọn, nhẵn nhụi, nhưng với lông màu gỉ sắt ở mặt trong khi non. Bầu nhụy hình trứng, ~1,5 × 2 mm, rậm lông màu gỉ sắt, vòi nhụy hình chỉ, dài 7-9,5 mm, nhẵn nhụi, nhưng có lông tơ nhỏ ở đáy. Quả hình trứng đến gần hình cầu, đôi khi lệch, 2-2,5 × 2-2,3 cm, nhọn, ở đỉnh với tàn tích của vòi nhụy, 1 hạt, vỏ quả dạng gỗ, mỏng, nhẵn nhụi; hạt hình quả lê, 1,5-1,8 × 1,3-1,5 × 0,6-0,8 cm, nhọn thon tù ở đỉnh, thuôn tròn ở đáy, sẹo bao phủ khoảng 3/4 bề mặt hạt, không nội nhũ.